# Stockheim (Brackenheim)
Stockheim ist ein Dorf im Landkreis Heilbronn in Baden-Württemberg, das 1974 nach Brackenheim eingemeindet wurde. Der Ort hat rund 1.000 Einwohner und liegt ungefähr zehn Kilometer südwestlich von Heilbronn im Wurmbachtal nahe dem Heuchelberg.

## Geschichte

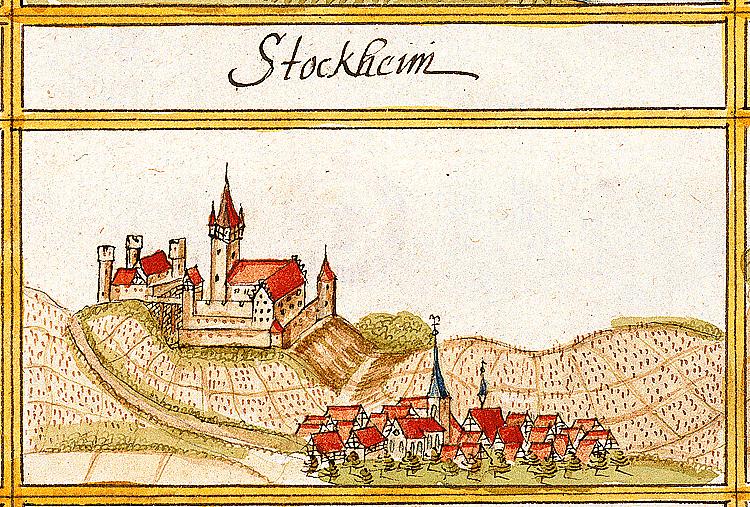
Stockheim im Kieserschen Forstlagerbuch um 1684

Stockheim wurde erstmals um 950 in einer Urkunde des Bischofs Hanno von Worms erwähnt, der den Ort einem Grafen Burchard verlieh. Der Ortsname deutet auf eine damals bereits bestehende Siedlung (heim) an einer Rodung (stock steht für Baumstumpf) hin, deren Gründung vermutlich auf das 5. Jahrhundert datiert. Als regionaler Adel treten in Folge die Herren von Stockheim und von Stocksberg auf. Es wird vermutet, dass diese Geschlechter auf dieselbe Linie zurückgehen, die sich erst im Ort niederließ (von Stockheim) und später eine Burg auf dem nahen Stocksberg errichtete, wo sich ein Zweig der Familie entwickelte (von Stocksberg). Ein Gottfried von Stockheim nahm 1080 an einem Ritterturnier in Augsburg teil, 1119 wurde ein anderer von Stockheim dort zum Ritter geschlagen. Die von Stocksberg treten ab dem 13. Jahrhundert in Erscheinung. Eine Kapelle (als Filiale der Kirche in Güglingen) wird ebenfalls noch im 13. Jahrhundert erstmals erwähnt.
Ab dem Beginn des 14. Jahrhunderts gelangte Stockheim in den Besitz des Deutschen Ordens und gehörte zur Deutschordensballei Franken. Die Hintergründe dieser Besitzübergabe sind weitgehend unbekannt. Angeblich sollen die Kinder des Ritters Waramund von Neipperg am 11. November 1295 ihre Stockheimer Besitztümer an die Ulmer Deutschherren verkauft haben, Graf Eberhard der Erlauchte trat am 6. Dezember 1307 seine Rechte an Schloss Stocksberg an den Deutschen Orden ab. Im frühen 14. Jahrhundert wird die Siedlung als städtisches suburbium bezeichnet und war von einer Stadtmauer mit Toren umgeben. 1334 wurde Stockheim zur Kommende erhoben, jedoch bereits 1375 mit der aufstrebenden Kommende Horneck vereinigt, die ab 1404 auch Kirchhausen und Teile des Amtsbezirks Heuchlingen erwarb. Bis 1446 erfolgten zahlreiche weitere Besitzaufkäufe durch den Deutschen Orden.
Das Stockheimer Gebiet wurde zu einer Ordensenklave inmitten des sich ausdehnenden Herrschaftsbereichs der Württemberger, was immer wieder zu Auseinandersetzungen und Vergleichen führte. 1438 beschied ein Vergleich, dass Stockheim mit seiner Markung, Leuten und Gütern von Steuern, Schatzungen, Diensten und allem anderen Württemberg gegenüber frei sein solle. Freilich wurde im Gegenzug der Flächenstaat Württemberg für die Stockheimer verschlossen, so waren diese z. B. von den Holzversteigerungen der umliegenden Wälder ausgeschlossen, was teilweise Existenznot im Ort verursachte. Die Ordensschlösser Stocksberg und Scheuerberg traten 1490 dem Schwäbischen Bund bei, der gesamte Deutsche Orden folgte 1524. Inzwischen war auch anstelle der Kapelle bis 1516 die Kirche St. Ulrich in Stockheim errichtet worden, die 1536 durch das Bistum Worms zur selbstständigen Pfarrkirche erhoben wurde.

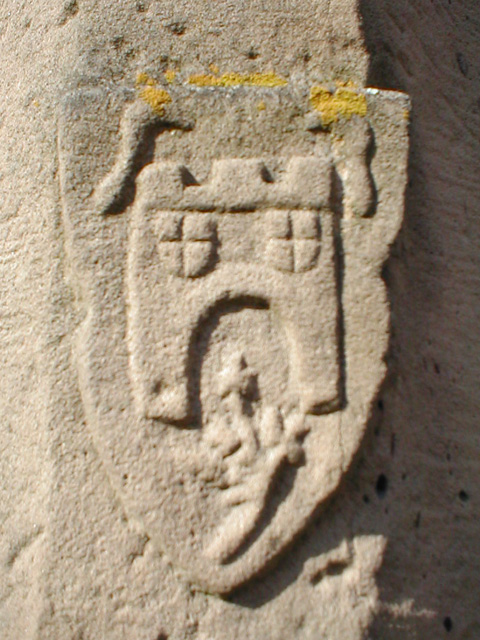
Altes Stockheimer Wappen an Kruzifix von 1470

Im Deutschen Bauernkrieg 1525 war Schloss Stocksberg in der Nacht auf Ostermontag, den 17. April 1525 das Ziel aufständischer Bauern unter ihrem Anführer Hans Wunderer aus Pfaffenhofen. Bis auf den Büttel und einen weiteren Bürger schlossen sich alle Stockheimer dem Bauernhaufen an, der das Schloss plünderte und in Brand steckte. Nach dieser Tat wurden die Aufständischen „Haufen von Stocksberg“ genannt. Der Haufen zog weiter über Schorndorf und Urach und vereinigte sich nach der Niederlage bei Böblingen vom 12. Mai 1525 noch am 19. Mai 1525 mit dem Haufen von Heilbronn, doch mit dem sich abzeichnenden Scheitern des Aufstandes kehrten die Bauern in ihre Heimatdörfer zurück. Am 12. August 1525 weilte Deutschmeister Dietrich von Cleen zum Strafgericht in Stockheim. Sein Nachfolger Walther von Cronberg ließ bis 1530 Horneck und Heuchlingen wiederaufbauen, Schloss Stocksberg sollte jedoch erst 1574 unter Heinrich von Bobenhausen wieder fertiggestellt sein.
Im Dreißigjährigen Krieg wütete zunächst von 1625 bis 1627 die Pest im Wurmbachtal. 1629 zogen Truppen Wallensteins vorübergehend in die Gegend um Nordheim. Im Dezember 1631 rückten schwedische Truppen unter Marschall Gustav Karlsson Horn von Mergentheim nach Heilbronn vor. Am Weihnachtsabend plünderten schwedische Reiter Schloss Stocksberg. Der in Mainz überwinternde Schwedenkönig Gustav Adolf schenkte seinem Marschall Horn den eroberten Deutschordensbesitz in Stockheim, so dass der Ort bis zur Niederlage der Schweden in der Schlacht bei Nördlingen 1634 für drei Jahre schwedisch war. Anschließend erlangte der Deutsche Orden wieder die Herrschaft, musste jedoch mit ansehen, wie im Juni 1693 während des Pfälzischen Erbfolgekrieges Ort und Schloss von Franzosen abermals geplündert wurden. Im Oktober desselben Jahres schlugen ungebetene Truppen des bayerischen Generals Serini ihr Lager auf dem Stocksberg auf.

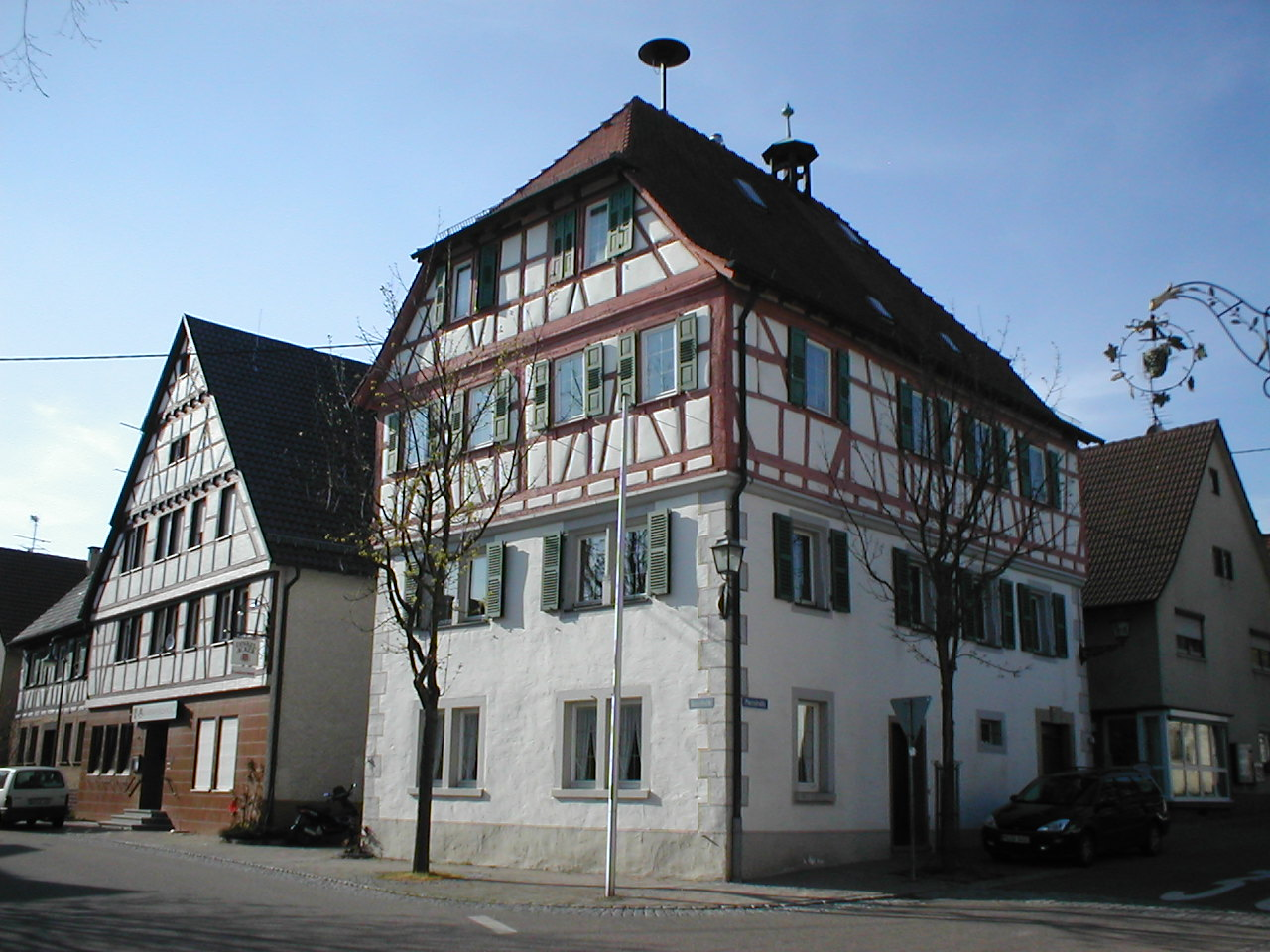
Altes Rathaus, zuletzt umgebaut 1798

Während des Zweiten Koalitionskriegs 1799 besetzte der französische General Michel Ney mit seinen 7000 Mann umfassenden Truppen das Schloss Stocksberg und lieferte sich auf dem Heuchelberg ein Gefecht mit der österreichischen Kavallerie, die sich in Güglingen verschanzt hatte.
Im November 1805 besetzte Württemberg die vormals reichsritterschaftlichen Herrschaftssitze und deren Ämter, darunter auch Neipperg und Stockheim. Der Ort wurde zu einer selbstständigen Gemeinde im Oberamt Brackenheim innerhalb des Königreichs Württemberg. Schloss Stocksberg wurde zunächst zur Staatsdomäne unter einem Amtmann, später privatisiert. Die Jahre 1811 bis 1817 erbrachten wegen starker Regenfälle und Hagelunwetter zumeist nur Missernten. 1814 sowie in den Hungerjahren 1816 und 1817 kam es dabei auch noch zu Hangrutschen in den Weinbergen. Bis 1821 wurden die ehemaligen drei Stadttore abgerissen.
Als verdienstvoller Bürgermeister im 19. Jahrhundert wird Franz Geiger genannt, der von 1848 bis 1893 im Amt war. Auf seine Initiative erwarb die Gemeinde 1873 das Schlossgut und teilte 200 Morgen Ackerland, Wiesen und Baumstücke in insgesamt 164 Parzellen auf, die an Gemeindebürger abgegeben wurden, um diesen eine Lebensgrundlage zu schaffen und die in der zweiten Hälfte des 19. Jahrhunderts vorherrschende Auswanderungswelle zu stoppen. 1910 wurde Stockheim elektrifiziert, 1929/30 folgte die Errichtung des Wasserleitungsnetzes, 1939 wurde die Ortsdurchfahrt befestigt.
Bei der Verwaltungsreform während der NS-Zeit in Württemberg gelangte Stockheim 1938 zum Landkreis Heilbronn. 1933 wurden 516 Einwohner gezählt, 1939 waren es 504. Nach dem Zweiten Weltkrieg, den Stockheim unbeschadet überstanden hat, lebten Ende 1945 im Ort 545 Personen.
1945 wurde der Ort Teil der Amerikanischen Besatzungszone und gehörte somit zum neu gegründeten Land Württemberg-Baden, das 1952 im jetzigen Bundesland Baden-Württemberg aufging.
Ab 1949 wurden die Weinbergwege ausgebaut und die Flur- und Rebflurbereinigung in Angriff genommen, dabei wurde 1950 der Froschbach verdolt und 1959 das Wurmbachbett verbessert. Zwischen 1954 und 1965 wurden mehrere Baugebiete neu ausgewiesen. 1961 wurde die frühere Hinterberghohle mit 20.000 m³ Abraum aus Bissingen verfüllt. Ende August 1968 hatte die Gemeinde eine Überschwemmung zu bewältigen.
Am 1. Januar 1974 wurde Stockheim nach Brackenheim eingemeindet.

### Weinbau
Bereits der Deutsche Orden unterstützte den Anbau von Weinreben sehr. Der Wein von Stockheim gehörte mit zu den besten Weinen von Deutschland. Während des Aufenthaltes von König Karl auf Schloss Horneck wurde Stockheimer Wein serviert. Bis in die Gegenwart ist Weinbau in Stockheim ein bedeutender wirtschaftlicher Faktor. 1908 gründete sich der Weingärtnerverein Stockheim. Ab 1910 betrieb der spätere Ehrenbürger August Müller das Stockheimer Gasthaus „Sonne“ und machte von dort durch einen rührigen landesweiten Vertrieb dem Stockheimer Wein auch überregional einen guten Namen. 1970 verschmolz die Stockheimer Weingärtnergenossenschaft mit der Dürrenzimmerns. Es gibt immer noch private Weinbauern in Stockheim, die ihren Wein selbst ab Hof nach Deutschland und in andere Länder Europas vermarkten.

## Wappen
Das Wappen von Stockheim zeigt in gespaltenem Schild vorne in Silber das durchgehende schwarze Kreuz des Deutschen Ordens, hinten in Schwarz eine silberne Winzerhippe (Weinberghape oder Rebmesser).

## Sehenswürdigkeiten

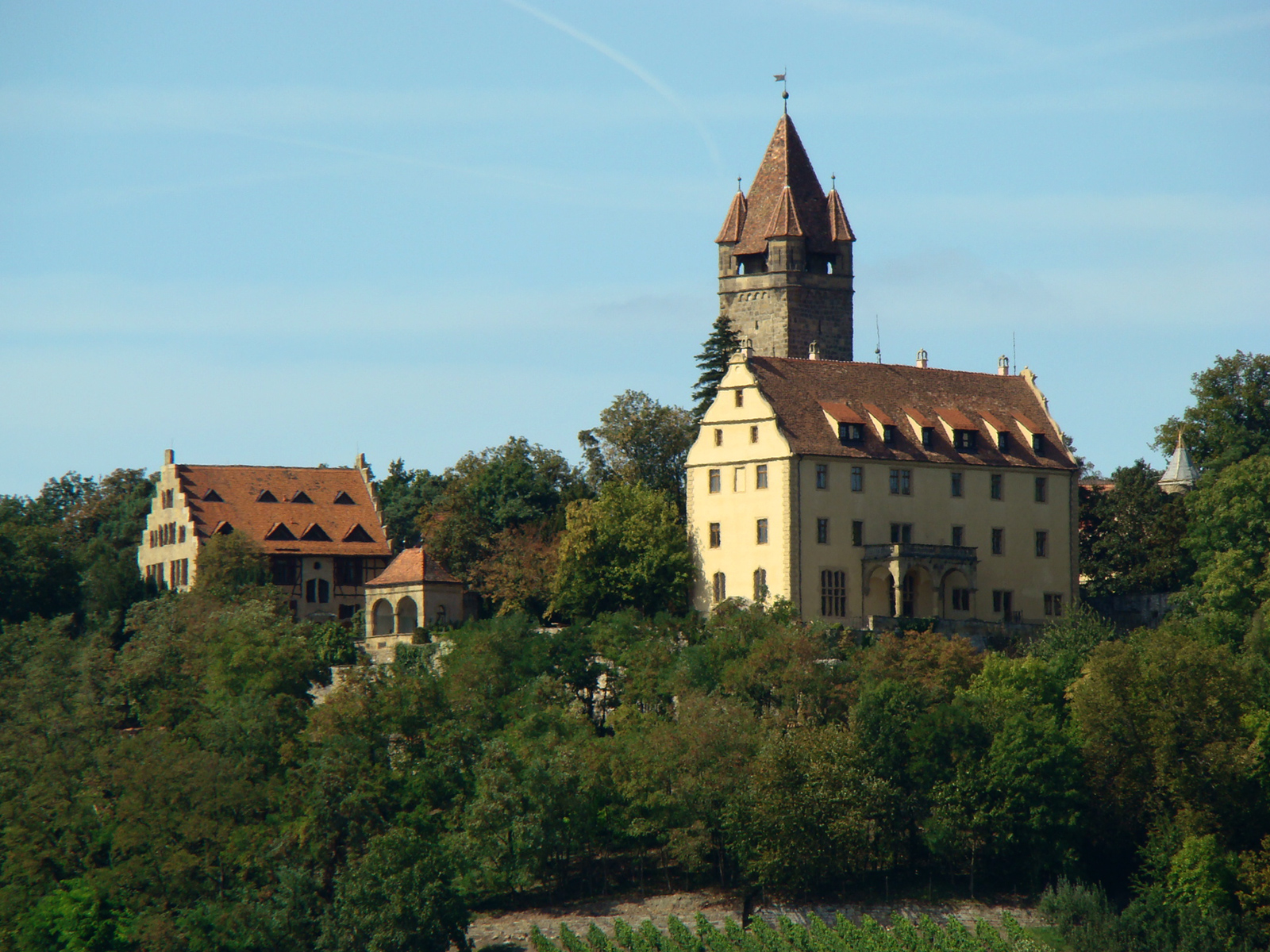
Schloss Stocksberg

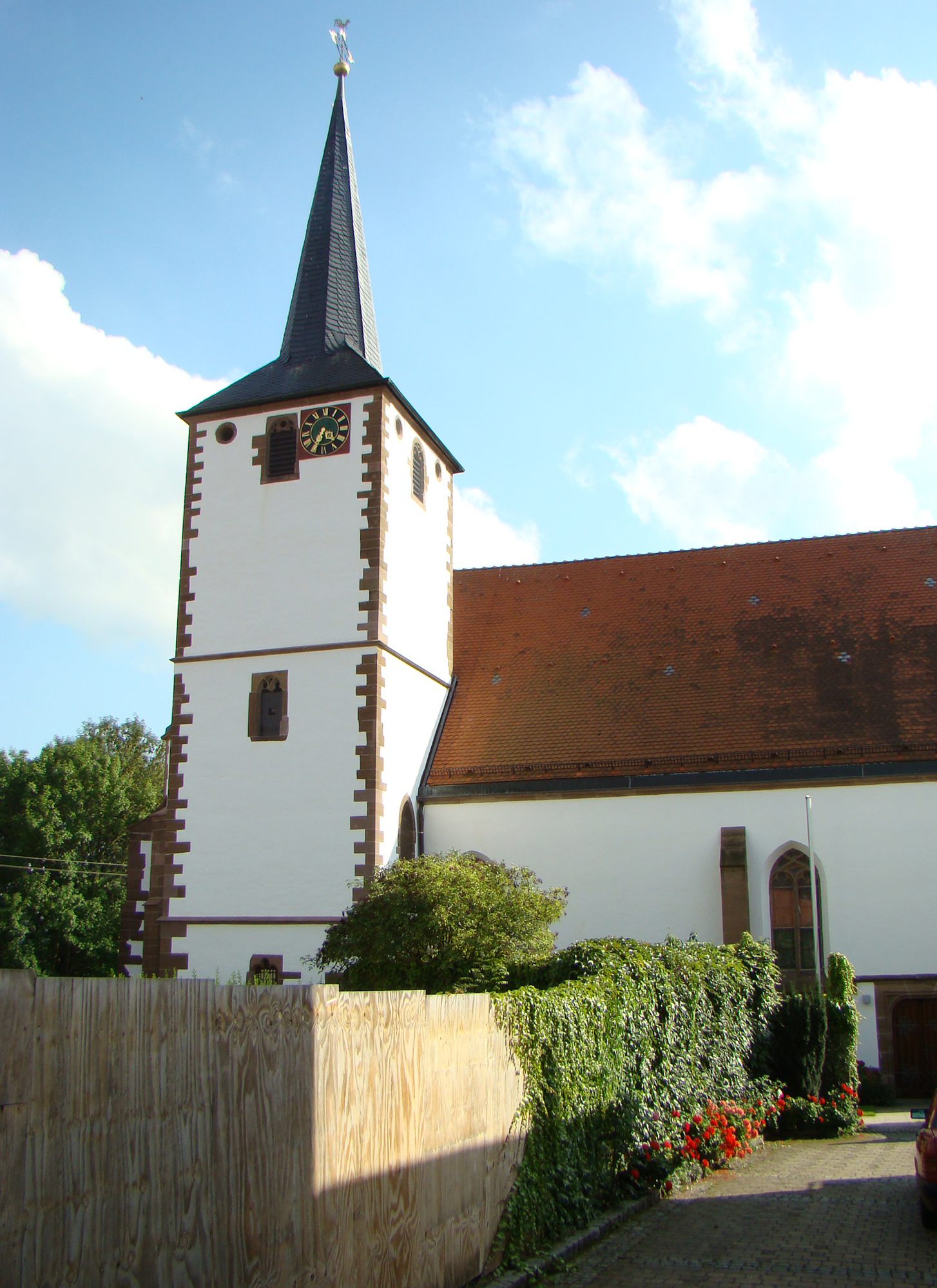
St. Ulrich

- Schloss Stocksberg geht vermutlich auf einen hochmittelalterlichen Bau zurück, wurde 1525 von Bauern niedergebrannt, bis 1574 als zweiflügelige Anlage im Stil der Renaissance wieder aufgebaut, wobei sich in der baulichen Ausführung zahlreiche Parallelen zum Deutschordensschloss Kirchhausen zeigen. Das Schloss war ab 1806 Staatsdomäne und kam 1832 in Privatbesitz. 1843 erwarb Alfred von Neipperg das Schloss, sein Bruder und Erbe Erwin von Neipperg verkaufte es 1873 in Gemeindebesitz. Die Gemeinde veräußerte die Anlage 1890 an den Sektfabrikanten Eduard Gießler. Im Zweiten Weltkrieg war Schloss Stocksberg vom Reichsarbeitsdienst belegt, später richtete die Stadt Heilbronn ein Altersheim als Ausweichquartier des Heilbronner Katharinenstifts dort ein. Ab 1954 wurde das Anwesen aufgeteilt. Ein Landwirt erwarb die Wirtschaftsgebäude, das Schlossgebäude wurde 1969 an einen Fabrikanten verkauft. Der steinerne Torbogen in den Weinbergen markiert das einstige Ende des gemeindeeigenen Hohlwegs beim Aufstieg zum Schloss.
- Die St. Ulrichs-Kirche war ab 1536 selbstständige Pfarrkirche des Bistums Worms und wurde 1541 an den Deutschen Orden verkauft. 1592 wurde der nördlich des Chors befindliche Turm angebaut. Die Kirche war vermutlich als Wehrkirche konzipiert, da sich um den Kirchhof herum Teile einer imposanten Ringmauer mit Umlauf erhalten haben.
- Das ehemalige Rathaus wurde 1604 als Amtshaus für den vom Deutschen Orden eingesetzten Schultheißen erbaut, erweitert wurde es 1676/78 und 1798. Das Zehnthaus wurde ebenfalls 1604 vom Deutschen Orden erbaut, mit manieristischem Treppenturm an der dem Dorf zugewandten Giebelseite. Auch das nahe Haus John von 1605 weist typische Anzeichen der Deutschordens-Amtshaus-Architektur auf. Alle drei Gebäude sind denkmalgeschützt.
- Das Backhaus ist ein denkmalgeschütztes, achteckiges Bauwerk in der Ortsmitte, dessen Jahreszahl 1840 vermutlich nur einen Verwendungswechsel datiert. Die Entstehung des Gebäudes sowie sein ursprünglicher Zweck sind unbekannt. Es könnte einst sakralen Zwecken oder als Brunnenhaus gedient haben.
- Mehrere historische Fachwerkgebäude in Stockheim stammen aus dem späten 16. und frühen 17. Jahrhundert.

Beachtenswert ist auch die historische Kelter aus dem Jahr 1743, immer noch sehr ursprünglich in ihrer Art, dient sie heute als Veranstaltungsort in dem lebhaften Flecken.
Der Bereich des früheren Schankraums wurde modern ausgebaut und wird häufig genutzt. Das Dorffest und die Kelterweihnacht finden alljährlich in diesem Gebäude statt.
Sie ist die größte Kelter Brackenheims.
- In und um Stockheim sind einige historische Bildstöcke und Büsten erhalten. Die Nepomukstatue von 1750 befand sich bis 1877 auf einer Anhöhe hinter dem Schloss und wurde dann auf private Initiative ins Dorf versetzt. Der Kalvarienberg beim Zehnthaus stammt von 1605, ein weiterer Bildstock an der Straße nach Haberschlacht von 1650.

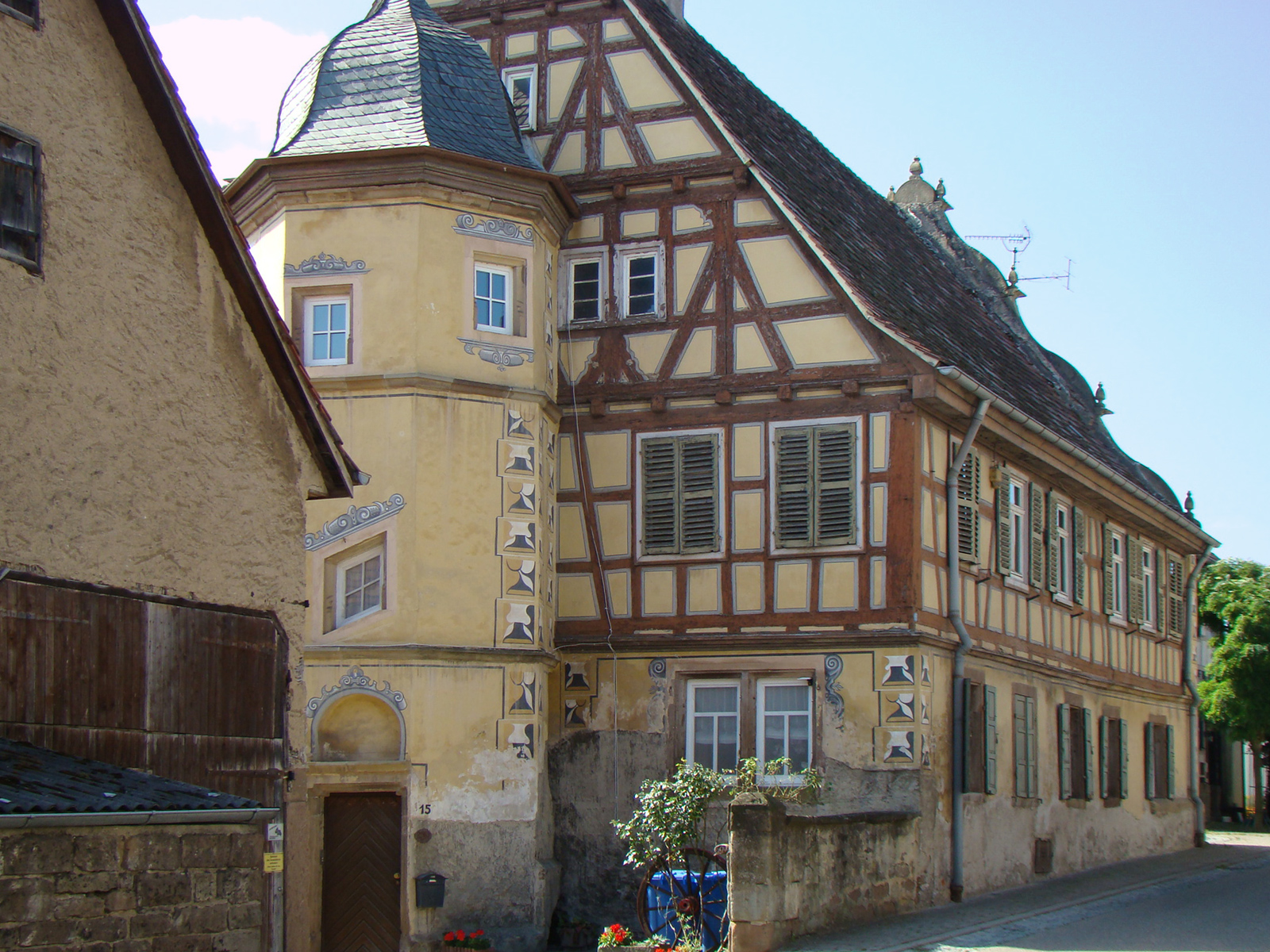
Zehnthaus mit Treppenturm
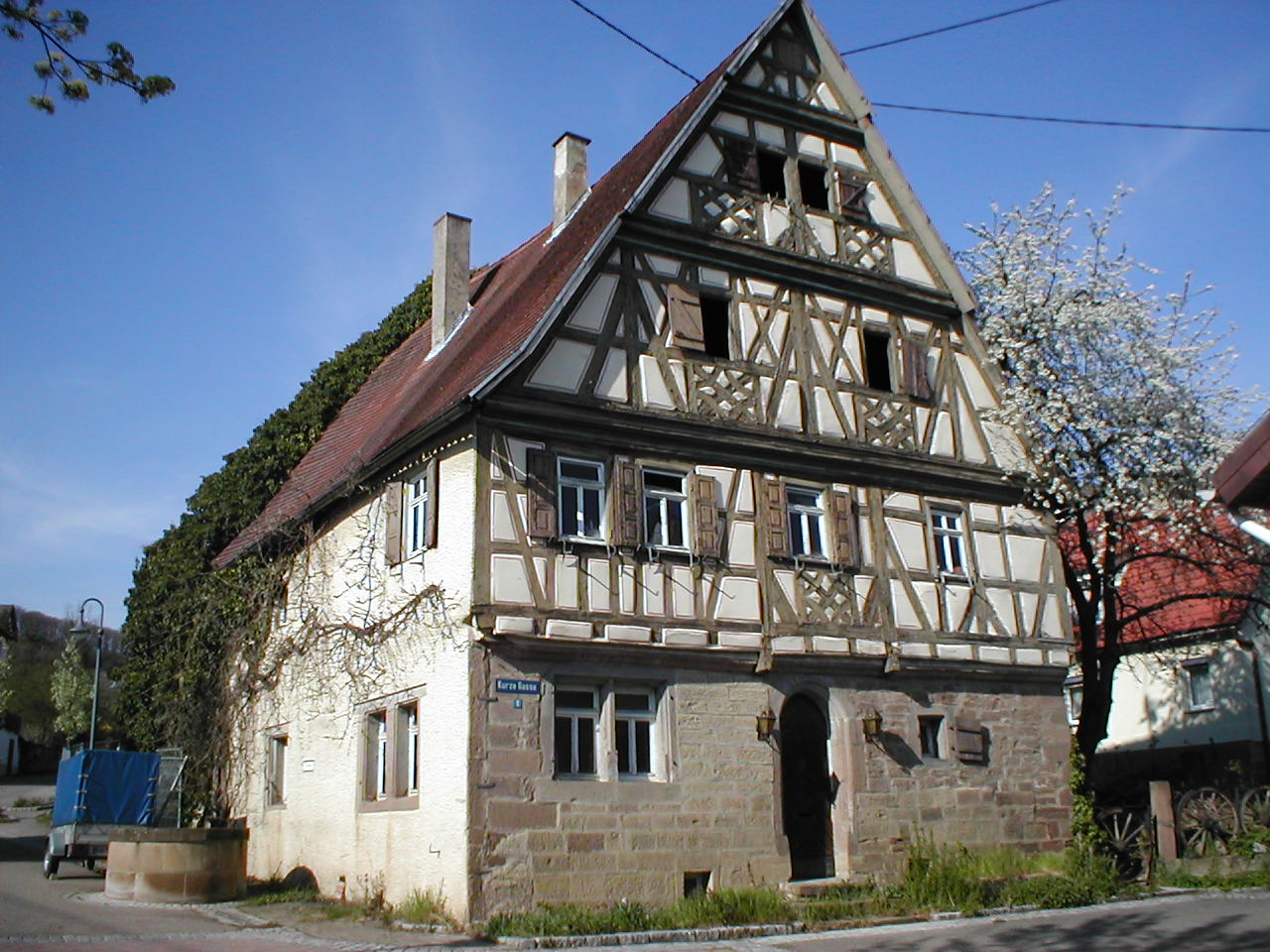
Haus John, Fachwerkgebäude von 1605
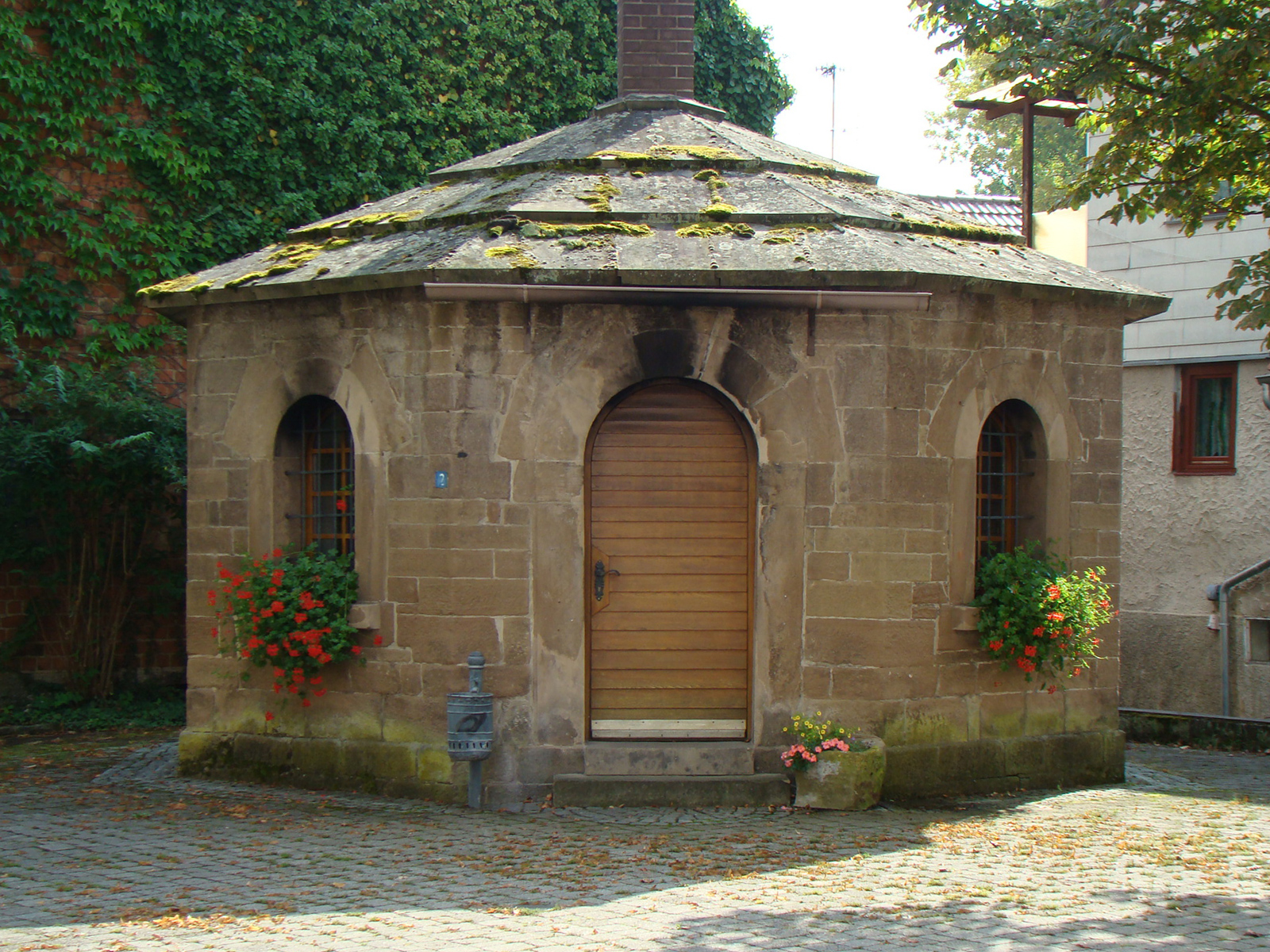
Achteckiges Backhaus
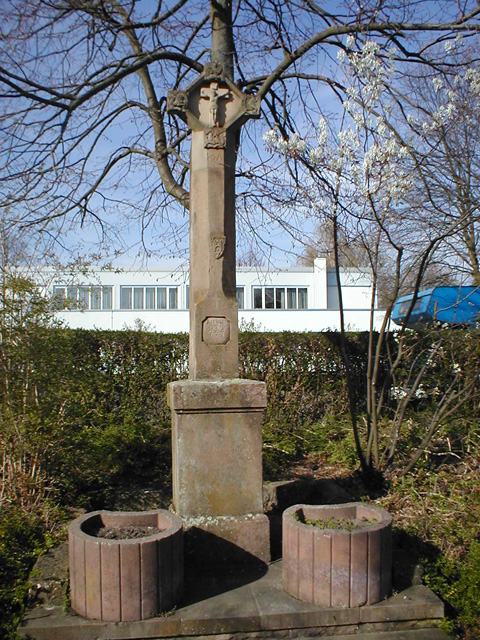
Kruzifix von 1470

## Bildung
In Stockheim gibt es die Helmut-Kromik-Grundschule, einen Katholischen Kindergarten und einen Waldkindergarten.

## Ehrenbürger
- Johann Georg Neuweiler (* 25. Februar 1840 in Hausen, † 5. Januar 1933 in Stockheim), Gemeinderat und Kaufmann. Ehrenbürger durch Gemeinderatsbeschluss vom 25. Februar 1924 in Anerkennung seiner großen Verdienste um die Entwicklung der Gemeinde Stockheim.
- August Müller (* 28. Januar 1880 in Mittelstadt, † 3. Dezember 1952 in Brackenheim), Gastwirt. Ehrenbürger durch Gemeinderatsbeschluss vom 1. April 1935 in Anerkennung seiner großen Verdienste um den Stockheimer Weinbau.
- Theodor Geiger (* 12. Juli 1876 in Stockheim, † 14. März 1945 ebenda), Bürgermeister. Ehrenbürger durch Gemeinderatsbeschluss vom 7. Juli 1935 in Anerkennung seiner 25-jährigen Amtszeit.
- Norbert Danner (* 13. Oktober 1909 in Stockheim, † 14. November 1994 ebenda), Bürgermeister. Ehrenbürger durch Gemeinderatsbeschluss vom 14. November 1973 in Anerkennung seiner 28-jährigen Amtszeit. Danner erhielt am 11. Oktober 1974 außerdem noch das Bundesverdienstkreuz am Bande.

## Persönlichkeiten
- Karl Johann Baptist Junghanns (1797–1886), badischer Jurist und Politiker, geboren auf Schloss Stocksberg
- Damian Junghanns (1800–1875), badischer Landtagsabgeordneter und Teilnehmer an der badischen Revolution 1848/49, geboren auf Schloss Stocksberg
- Colin Wilkie (1934–2020), britischstämmiger Liedermacher, lebte ab den 1960er bis in die 1990er Jahre im Ort
- Manfred Richter (* 1935), Theologe, in Stockheim geboren